# 퐁냐깨방 국립공원
퐁냐깨방 국립공원(베트남어: Vườn quốc gia Phong Nha-Kẻ Bàng / 𡑰國家峰牙-己榜) 은 베트남 꽝빈성 보짝현 및 민호아현에 걸쳐 있는 국립공원이다.

## 개요
퐁냐깨방 국립공원은 베트남 영토의 석회암 지역에 2,000 km2에 걸쳐 있으며, 라오스 영토의 또 다른 2,000 km2의 석회암 지역인 힌남노 국립공원과 국경을 맞대고 있다. 국립공원의 핵심지역은 857.54 km2이며, 나머지 완충지대는 1,954 km2이다. 이 국립공원은 300개 이상의 동굴과 석굴을 가진 세계에서 두 번째로 큰 카르스트 지형을 보존하고, 또한 베트남의 북중부에 있는 안남산맥 지역의 석회암 숲을 보호하기 위해 만들어졌다.
퐁냐깨방 지역은 300개 이상으로 된 총 길이 70km의 동굴과 석굴로 유명하다. 그 중 20개만 베트남과 영국의 과학자에 의해 탐사가 이루어졌다. 이들 중 17개는 퐁나 지역에 있고, 3개는 깨방 지역에 있다. 퐁나는 가장 긴 지하 강과 가장 큰 동굴 통로 등의 여러 가지 세계의 동굴 기록을 가지고 있다.
이 공원은 2003년에 유네스코 세계자연유산에 등록되었다.
2009년 4월에 영국 탐험가 팀은 세계에서 가장 큰 굴을 발견했다.

## 갤러리

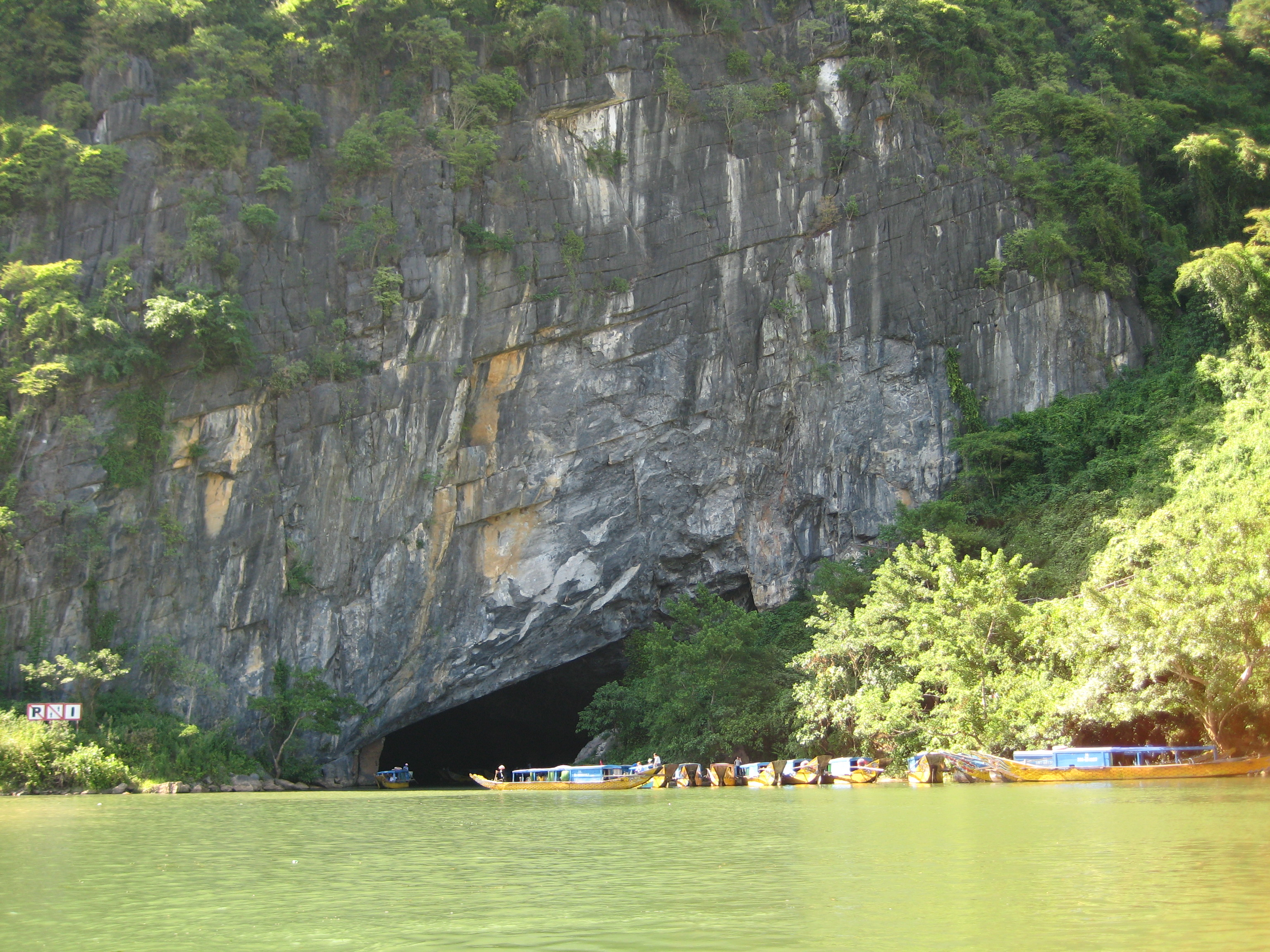
퐁나케방 지하 강의 동굴입구
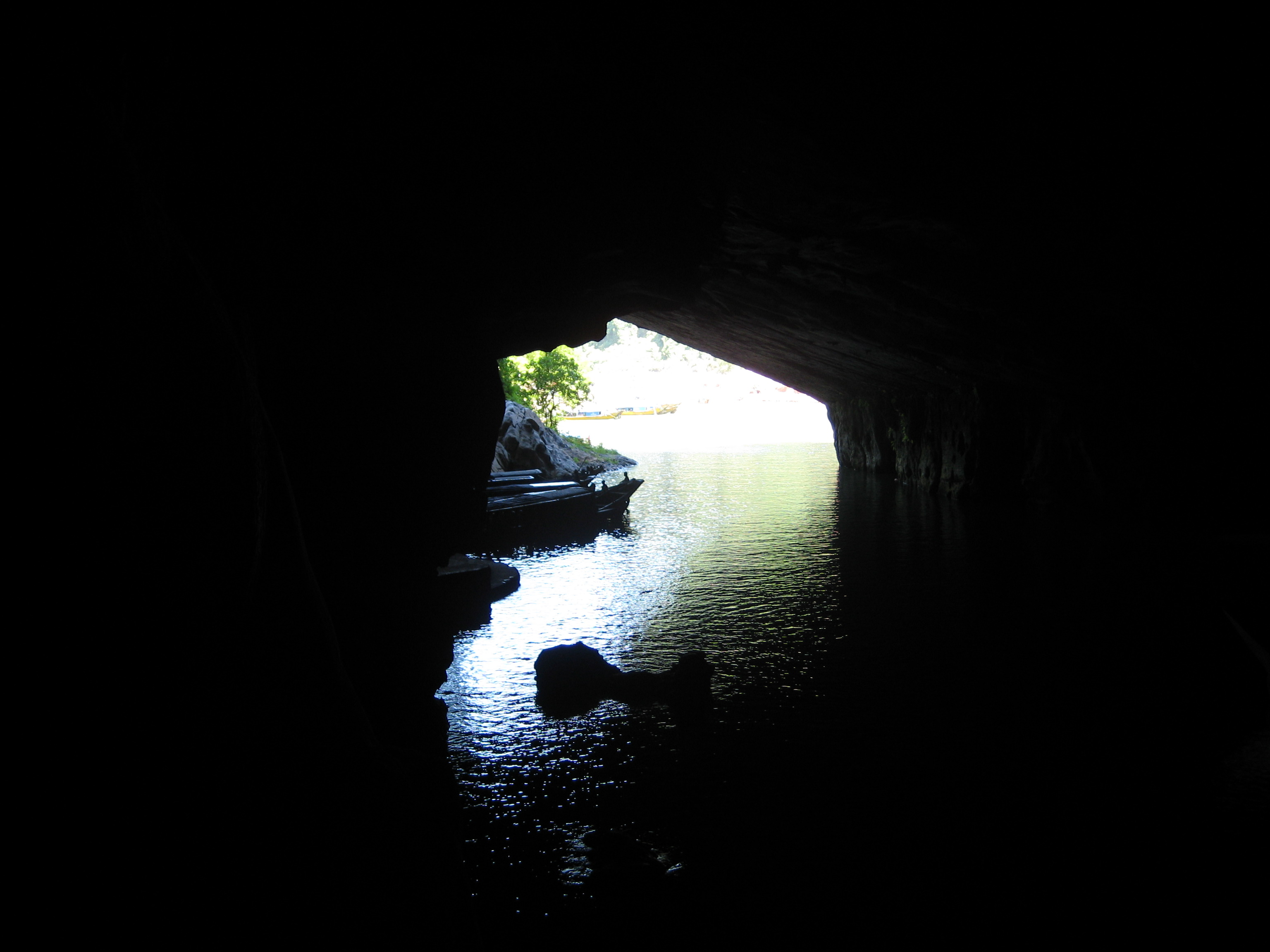
퐁나케방의 동굴의 내부
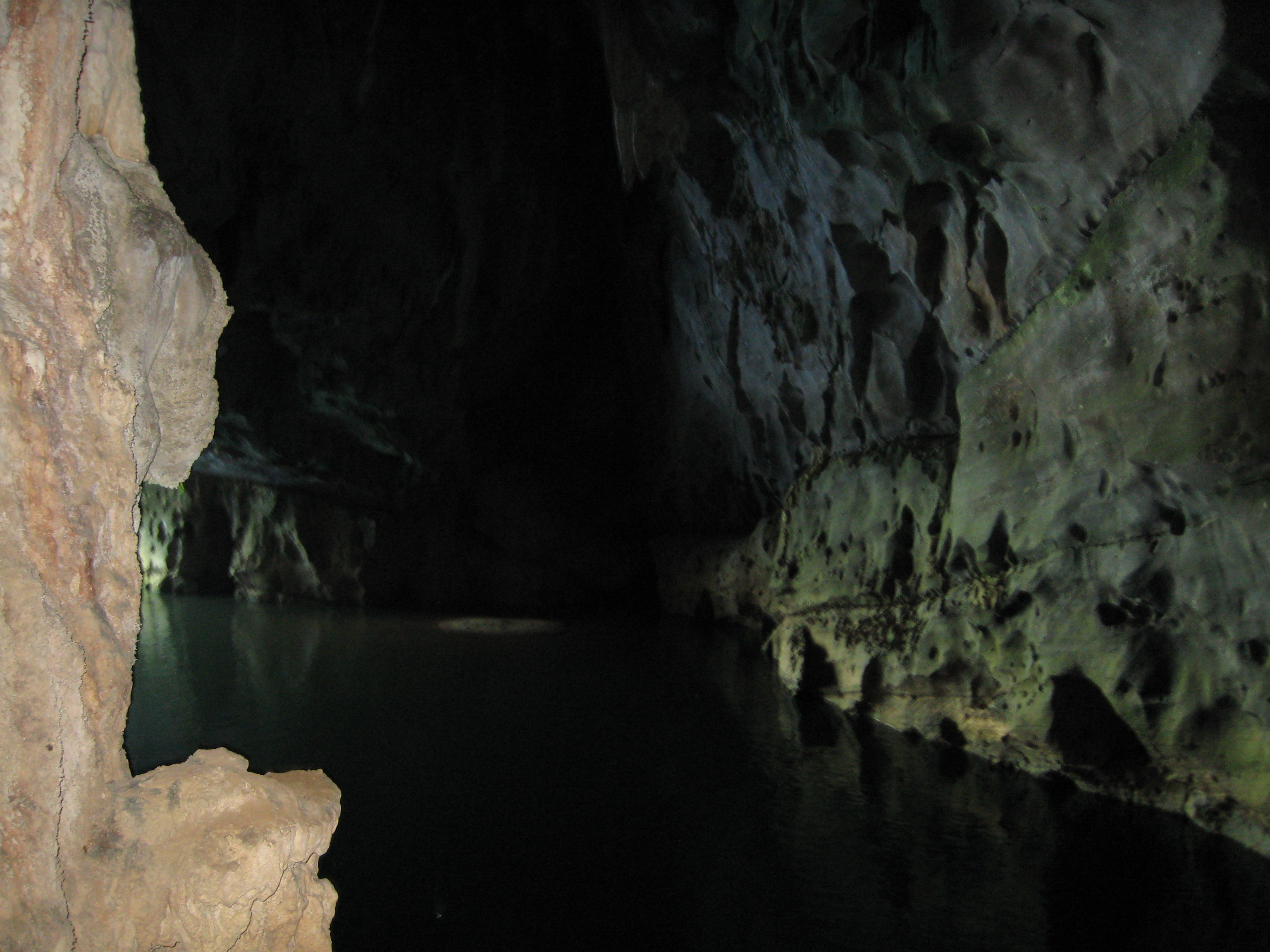
지하 강
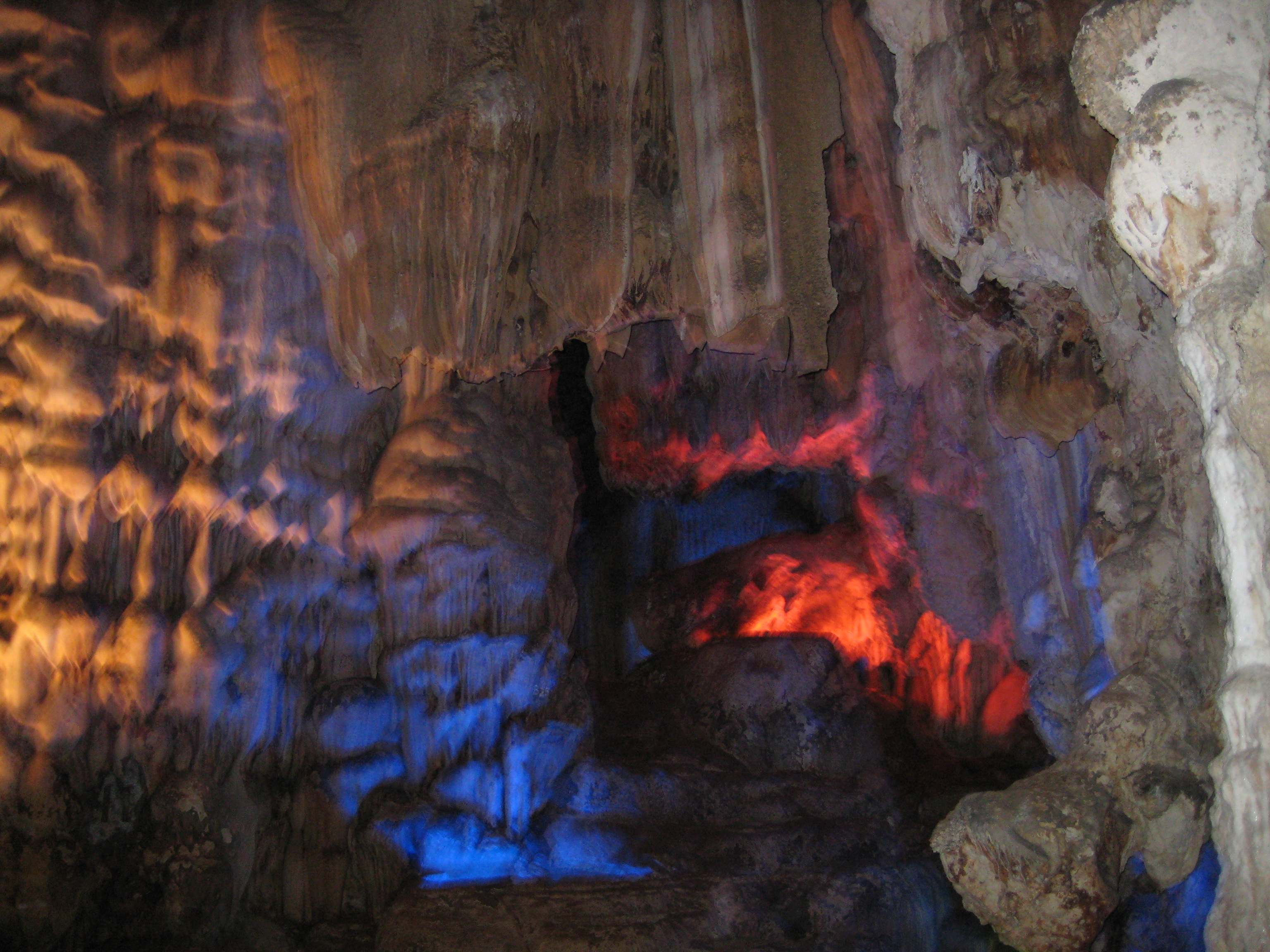
동굴의 내부 풍경
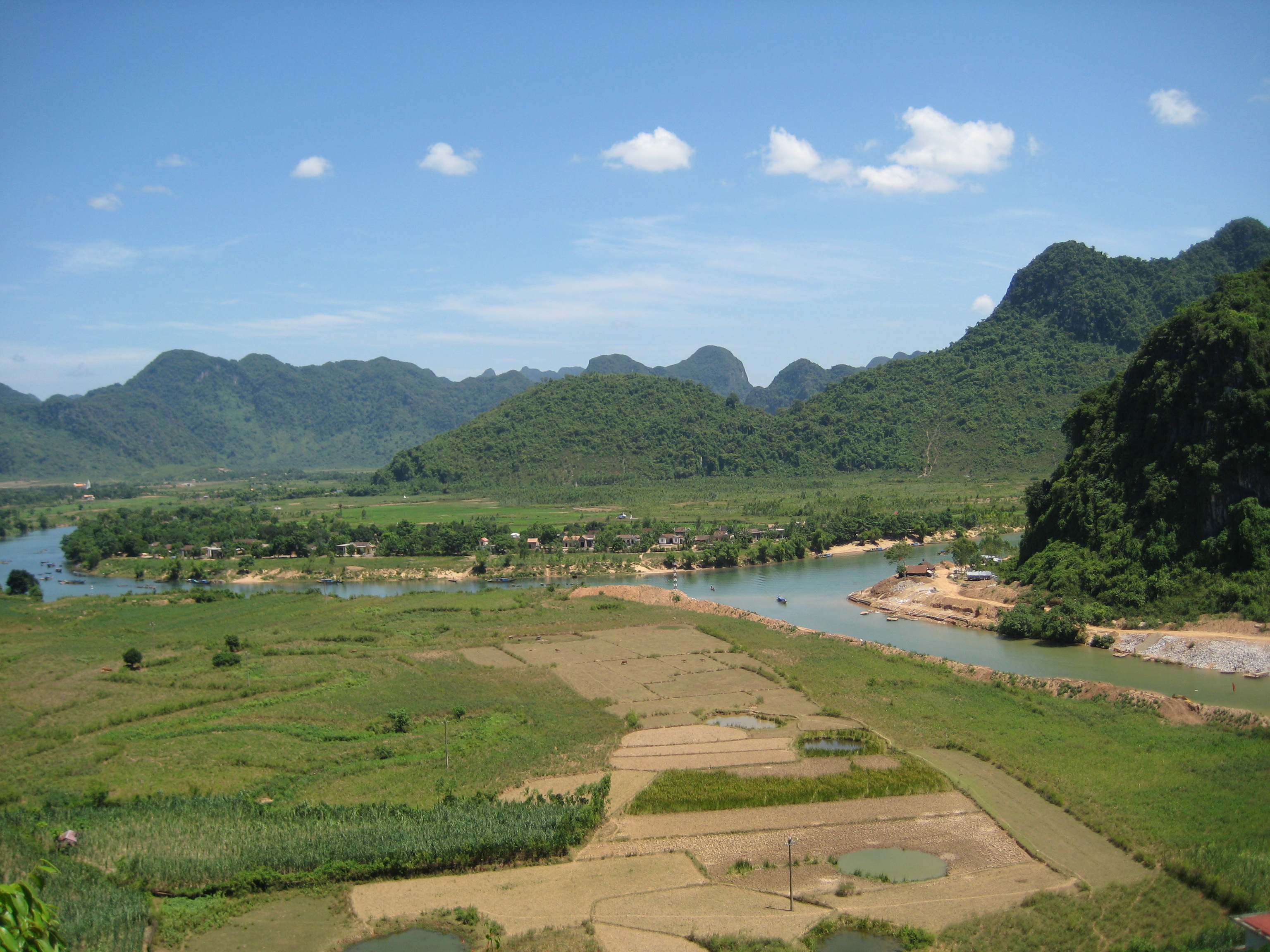
퐁나케방 국립공원
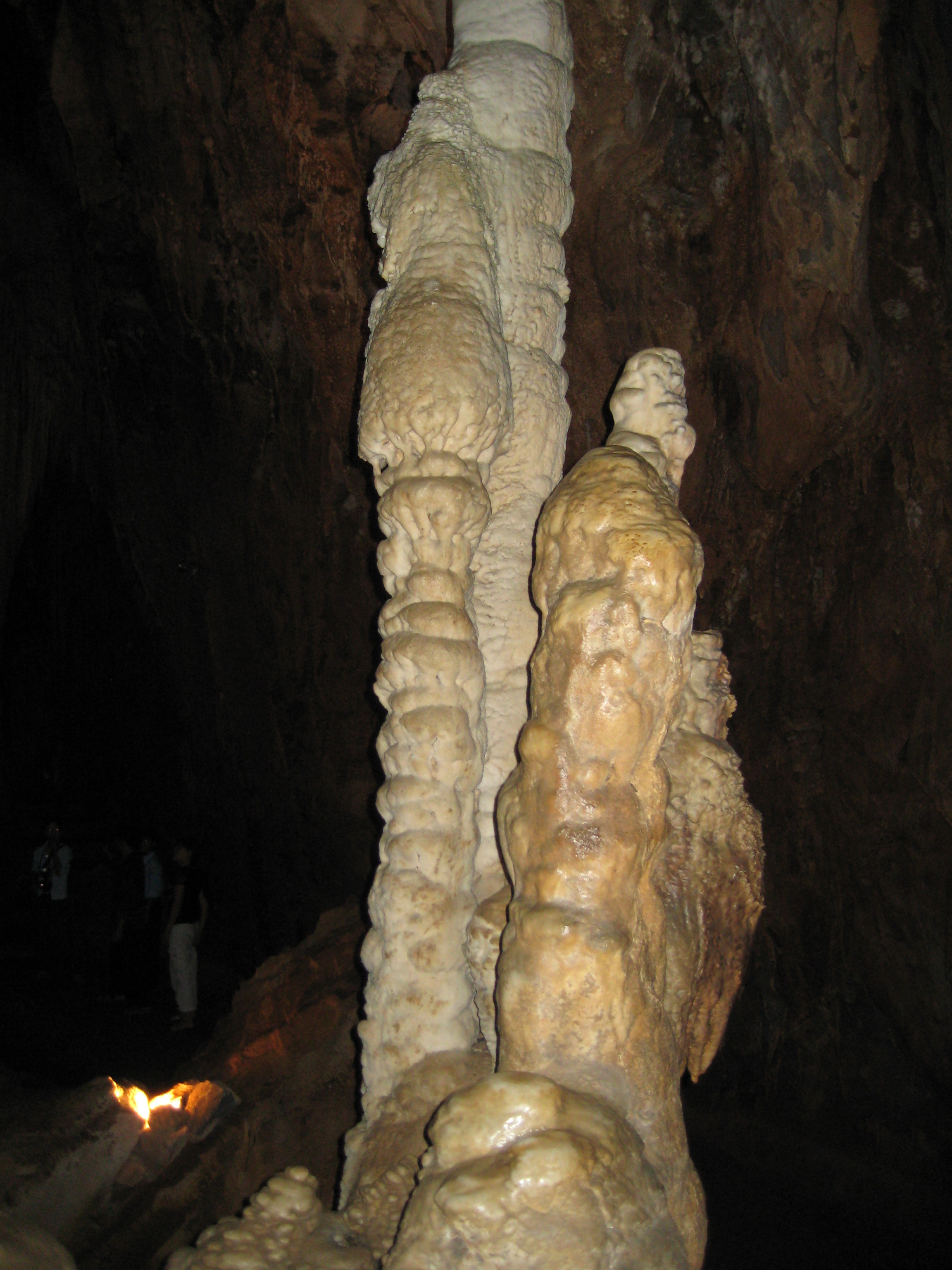
퐁나케방 국립공원의 풍경
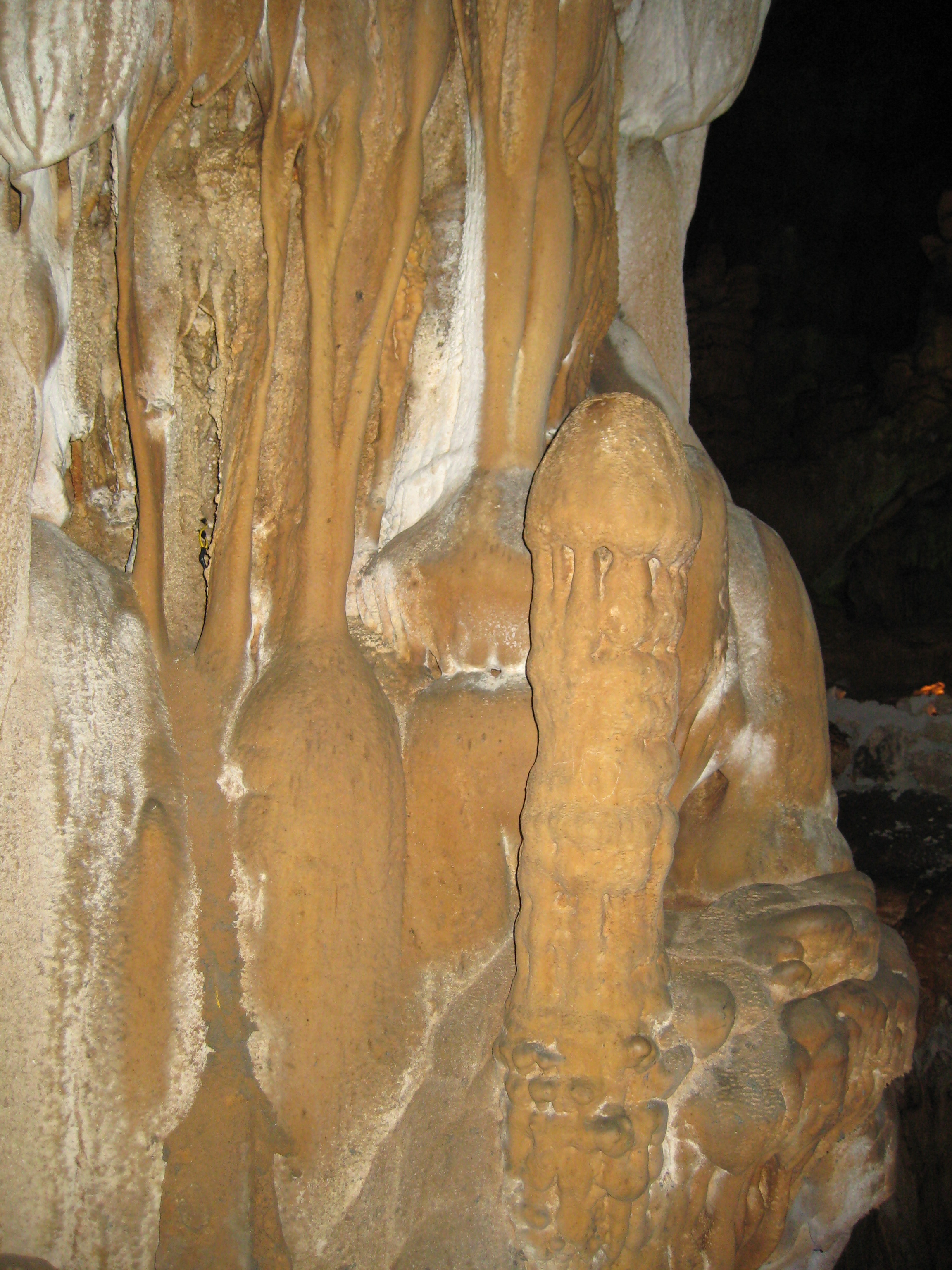
퐁나케방 국립공원
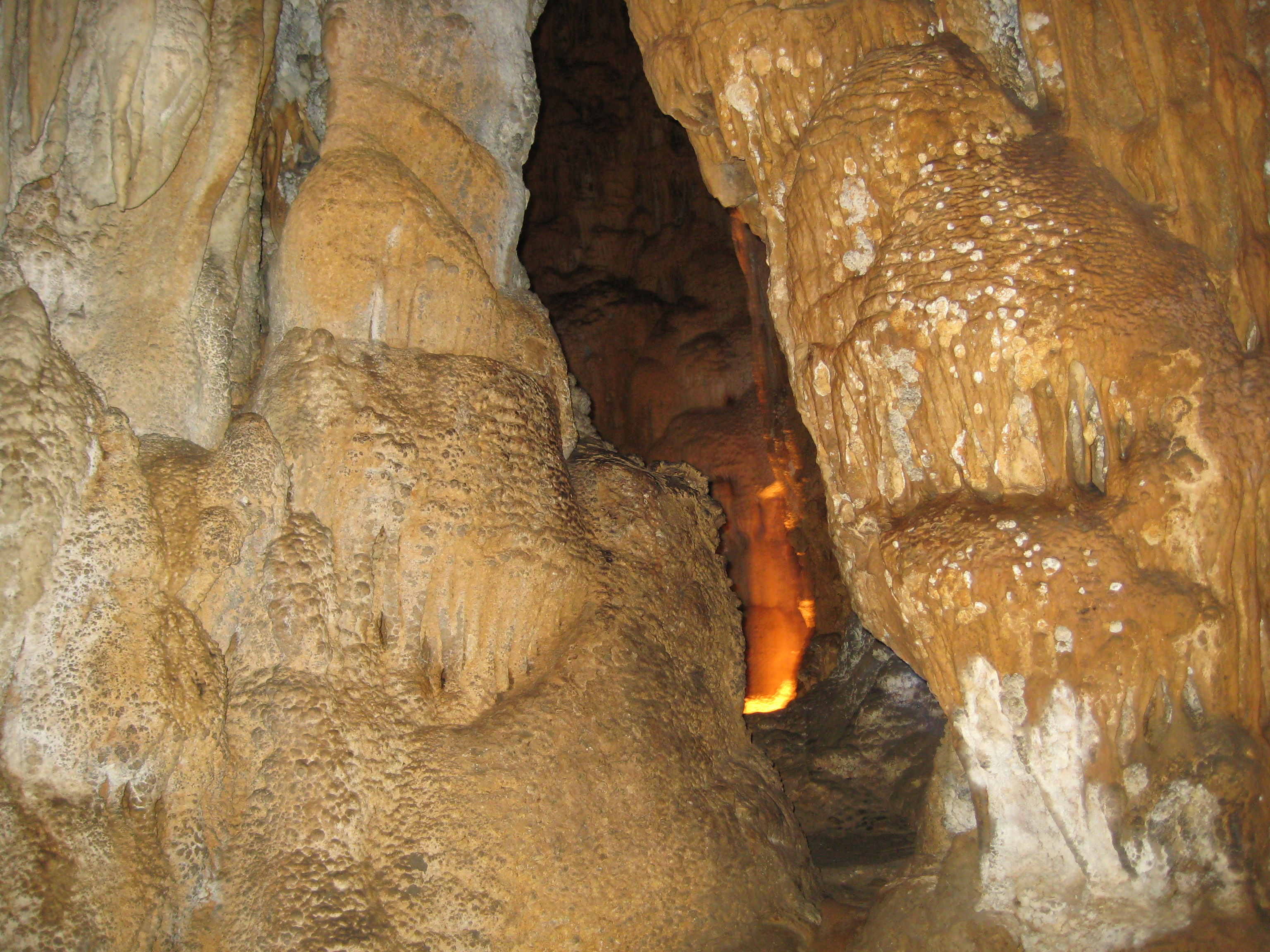
퐁나케방 국립공원
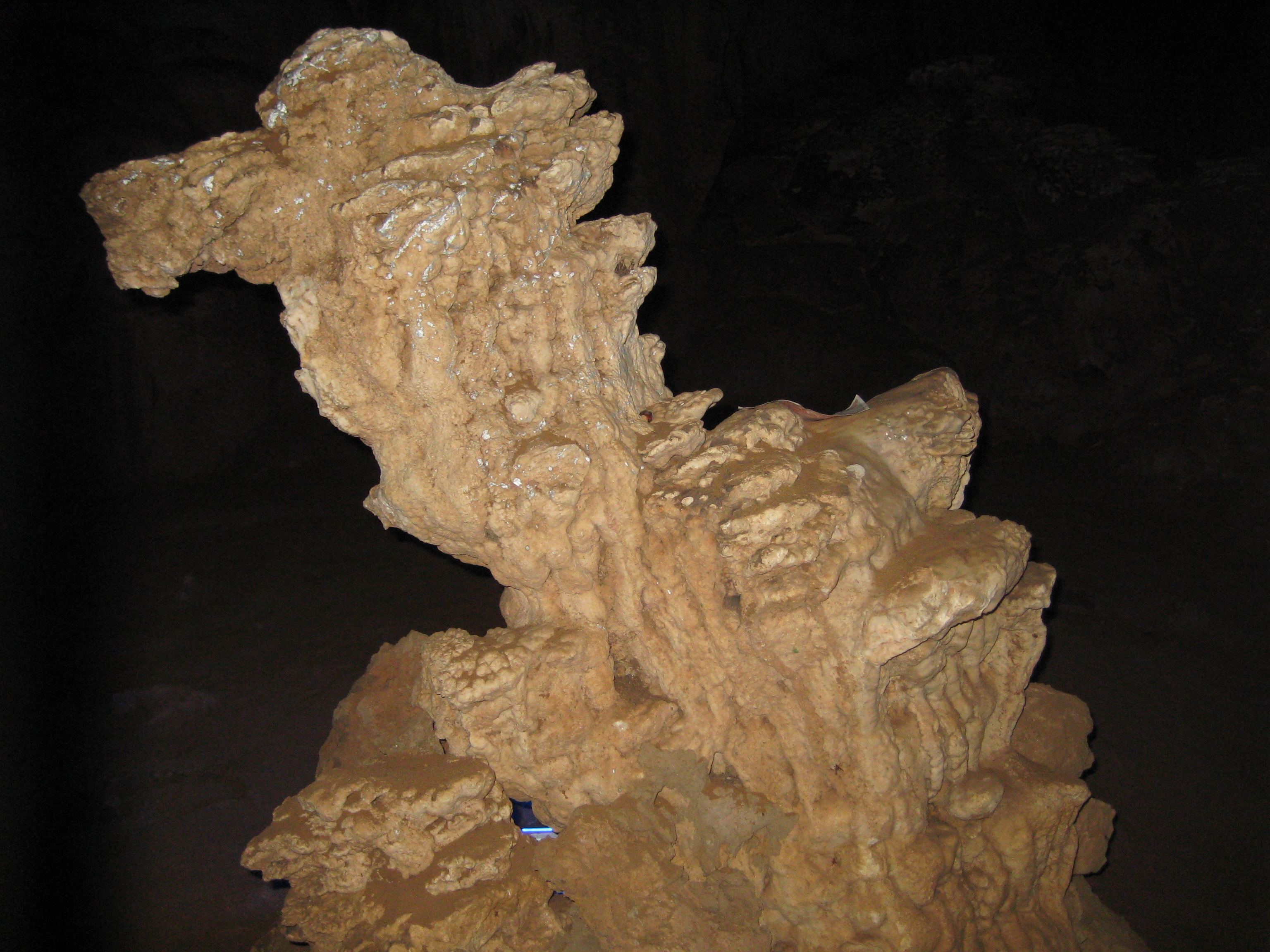
퐁나케방 국립공원
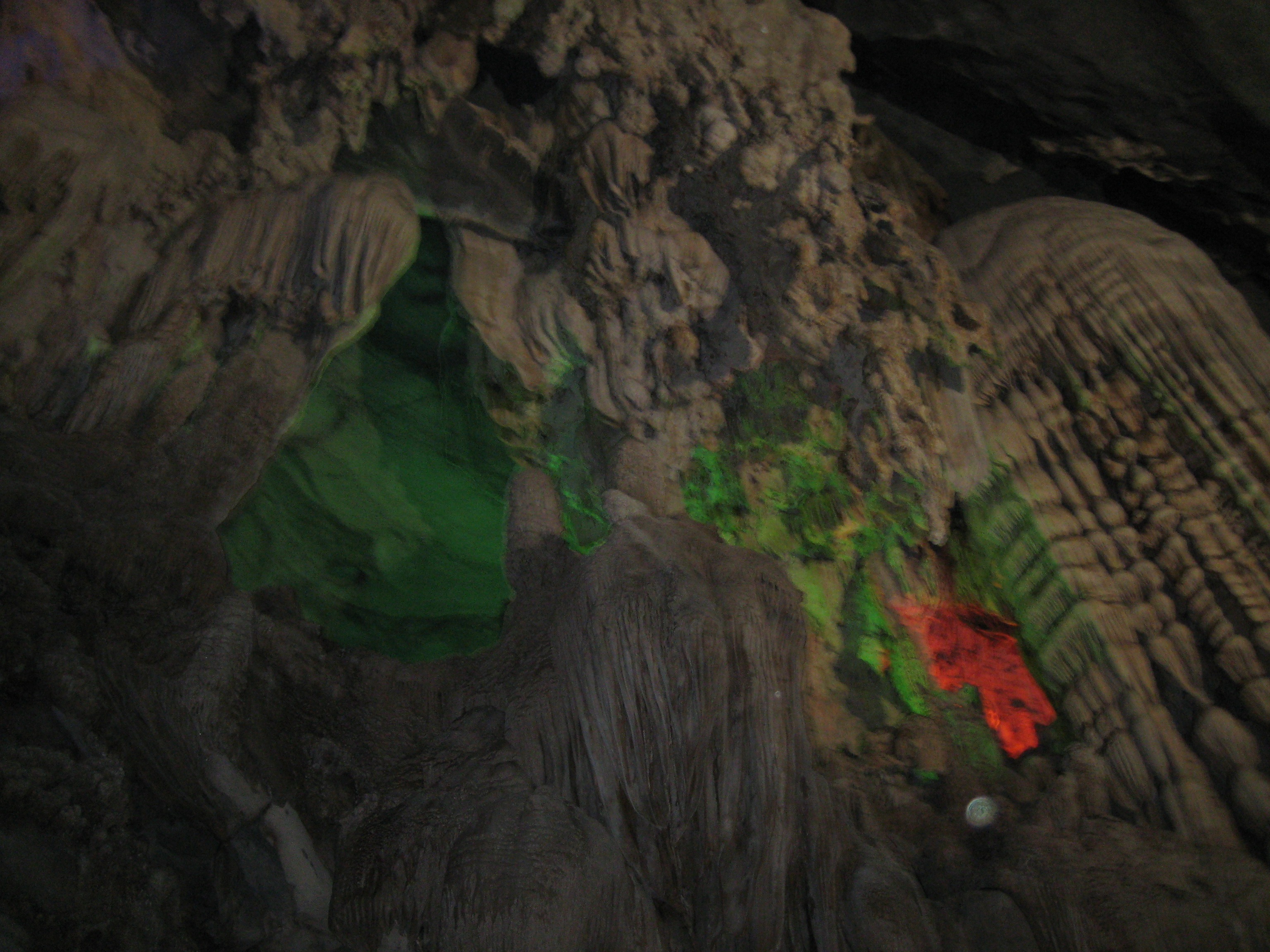
퐁나케방 국립공원

## 같이 보기
- 아시아의 세계유산